# Strumień Helmi
Strumień Helmi – strumień gwiazd utworzony przez gwiazdy pochodzące z nieistniejącej już galaktyki karłowatej, wchłoniętej przez Drogę Mleczną. Został odkryty w 1999 roku i składa się ze starych gwiazd, ubogich w ciężkie pierwiastki; ma masę szacowaną na od 10 do 100 milionów mas Słońca. Został wchłonięty przez Drogę Mleczną około 6-9 miliardów lat temu.
W strumieniu Helmi została odkryta pierwsza egzoplaneta pochodząca spoza naszej galaktyki – HIP 13044 b, krążąca wokół HIP 13044.